# Saison 14 d'Esprits criminels
Chronologie
Saison 13 Saison 15
La quatorzième saison d’Esprits criminels (Criminal Minds), série télévisée américaine, est constituée de quinze épisodes diffusée du 3 octobre 2018 au 6 février 2019 sur CBS.

## Synopsis
Le département des sciences du comportement (BAU, Behavioral Analysis Unit en VO), situé à Quantico en Virginie, est une division du FBI. La série suit une équipe de profileurs, dirigée par l'Agent Emily Prentiss et amenée à se déplacer dans l'ensemble des États-Unis (et ailleurs), chargée d'enquêter localement sur les criminels et les tueurs en série. Chacun de ses agents a sa spécialité et sa personnalité, ce qui les rend complémentaires.

## Distribution

### Acteurs principaux
- Joe Mantegna (VF : Hervé Jolly) : agent spécial superviseur David Rossi
- Matthew Gray Gubler (VF : Taric Mehani) : agent spécial Spencer Reid (12 épisodes)
- Paget Brewster (VF : Marie Zidi) : agent spécial Emily Prentiss, chef d'équipe
- Andrea Joy Cook (VF : Véronique Picciotto) : agent spécial Jennifer « J. J. » Jareau
- Kirsten Vangsness (VF : Laëtitia Lefebvre) : Penelope Garcia, analyste et agent de liaison
- Adam Rodríguez (VF : Cyrille Artaux) : agent spécial Luke Alvez
- Aisha Tyler (VF : Anne O'Dolan) : Dr Tara Lewis, psychologue spécialisée dans la psychologie judiciaire
- Daniel Henney (VF : Anatole de Bodinat) : agent des opérations spéciales Matthew « Matt » Simmons

### Invités
- Luke Perry (VF : Lionel Tua) : Benjamin Cyrus[2] (retour depuis saison 4, épisode 3)
- Brighton Sharbino : Chelsea Davis (épisode 5)
- Stephen Bishop (VF : Serge Faliu) : Andrew Mendoza[3] (épisodes 7 et 10)
- Gale Harold : Dr Darryl Wright (épisode 9)
- Sharon Lawrence (VF : Pascale Vital) : Roberta Lynch (épisode 13)

## Liste des épisodes

### Épisode 1:Les Croyants de Ben
- États-Unis /  Canada : 3 octobre 2018 sur CBS / CTV
- Belgique : 23 janvier 2019 sur RTL-TVI
- France : 30 janvier 2019 sur TF1
- Suisse : 29 janvier 2019 sur RTS Un

- États-Unis : 4,45 millions de téléspectateurs[4] (première diffusion)
- Canada : 1,77 million de téléspectateurs[5] (première diffusion + différé 7 jours)
- France : 3,95 millions de téléspectateurs[6] (première diffusion)

- D'introduction : « Ce qu'on dit être nouveau en ce monde, c'est l'histoire qu'on ignore. » de Harry S. Truman.
- De conclusion : « La famille, cette tendre pieuvre à laquelle nous n'arrivons jamais vraiment à échapper, mais que nous ne voulons jamais vraiment quitter. » de Dodie Smith.

### Épisode 2:Derrière les murs
- États-Unis /  Canada : 10 octobre 2018 sur CBS / CTV
- Belgique : 23 janvier 2019 sur RTL-TVI
- France : 23 janvier 2019 sur TF1
- Suisse : 5 février 2019 sur RTS Un

- États-Unis : 4,66 millions de téléspectateurs[7] (première diffusion)
- Canada : 1,69 million de téléspectateurs[8] (première diffusion + différé 7 jours)
- France : 4,35 millions de téléspectateurs[9] (première diffusion)

- D'introduction : « La mémoire est une femme folle qui amasse des chiffons colorés et jette de la nourriture. » de Austin O'Malley (en).
- De conclusion : « Sans famille, l'homme seul au monde tremble dans le froid. » de André Maurois.

### Épisode 3:Règle numéro 34
- États-Unis /  Canada : 17 octobre 2018 sur CBS / CTV
- Belgique : 30 janvier 2019 sur RTL-TVI
- France : 6 février 2019 sur TF1
- Suisse : 12 février 2019 sur RTS Un

- États-Unis : 4,40 millions de téléspectateurs[10] (première diffusion)
- Canada : 1,49 million de téléspectateurs[11] (première diffusion + différé 7 jours)
- France : 3,65 millions de téléspectateurs[12] (première diffusion)

- D'introduction : « La douceur de la gloire est si grande, qu'à quelque chose qu'on l'attache, même à la mort, on l'aime. » de Blaise Pascal.
- De conclusion : « Les enfants n'ont jamais été très doués pour écouter leurs ainés, mais ils n'ont jamais manqué de les imiter. » de James Baldwin.

### Épisode 4:Secret familial
- États-Unis /  Canada : 24 octobre 2018 sur CBS / CTV
- Belgique : 30 janvier 2019 sur RTL-TVI
- France : 6 février 2019 sur TF1
- Suisse : 5 février 2019 sur RTS Un

- États-Unis : 4,28 millions de téléspectateurs[13] (première diffusion)
- Canada : 1,474 million de téléspectateurs[14] (première diffusion + différé 7 jours)
- France : 4,22 millions de téléspectateurs[12] (première diffusion)

- D'introduction : « Nous vivons dans un monde imaginaire, un monde d’illusion. Le plus grand défi de la vie est de trouver la réalité. » de Iris Murdoch.
- De conclusion : « Quand les blessures sont guéries par l'amour, les cicatrices sont magnifiques. » de David Bowles.

### Épisode 5:Grandes guibolles
- États-Unis /  Canada : 31 octobre 2018 sur CBS / CTV
- Belgique : 6 février 2019 sur RTL-TVI
- France : 6 mars 2019 sur TF1
- Suisse : 12 février 2019 sur RTS Un

- États-Unis : 4,41 millions de téléspectateurs[15] (première diffusion)
- Canada : 1,465 million de téléspectateurs[16] (première diffusion + différé 7 jours)

Brighton Sharbino (Chelsea Davis)
- D'introduction : « La question fondamentale que chaque être doit se poser est la suivante : quel mythe suis-je en train de vivre ? » de Carl Jung.
- De conclusion : « Il arrive un moment dans la vie où nous devons comprendre que notre passé n'est rien d'autre que ce qu'il est. Nous ne pouvons pas le changer, mais nous pouvons changer la façon dont nous l'appréhendons, et de ce fait nous pouvons changer notre avenir. » de Eleanor Brown.

### Épisode 6:Justice et Vengeance
- États-Unis /  Canada : 7 novembre 2018 sur CBS / CTV
- Belgique : 6 février 2019 sur RTL-TVI
- France : 13 février 2019 sur TF1
- Suisse : 19 février 2019 sur RTS Un

- États-Unis : 4,55 millions de téléspectateurs[17] (première diffusion)
- Canada : 1,385 million de téléspectateurs[18] (première diffusion + différé 7 jours)

- D'introduction : « Je suis un combattant. Je crois fermement à la loi du Talion. » de Mohamed Ali.

### Épisode 7:27 minutes
- États-Unis /  Canada : 14 novembre 2018 sur CBS / CTV
- Belgique : 13 février 2019 sur RTL-TVI
- France : 20 février 2019 sur TF1
- Suisse : 19 février 2019 sur RTS Un

- États-Unis : 4,52 millions de téléspectateurs[19] (première diffusion)
- Canada : 1,634 million de téléspectateurs[20] (première diffusion + différé 7 jours)

### Épisode 8:Ashley
- États-Unis /  Canada : 21 novembre 2018 sur CBS / CTV
- Belgique : 13 février 2019 sur RTL-TVI
- France : 27 février 2019 sur TF1
- Suisse : 26 février 2019 sur RTS Un

- États-Unis : 5,49 millions de téléspectateurs[21] (première diffusion)
- Canada : 1,412 million de téléspectateurs[22] (première diffusion + différé 7 jours)

- Spencer Treat Clark (Jordan Halloran)

- D'introduction : « Lorsqu'on a un enfant, il est un otage pour le monde entier. » de Ernest Hemingway.
- De conclusion : « Le besoin d'être chez soi vit en chacun de nous, un endroit sûr où l'on peut être soi-même sans soulever de question. » de Maya Angelou.

### Épisode 9:Les Ailes brisées
- États-Unis /  Canada : 5 décembre 2018 sur CBS / CTV
- Belgique : 20 février 2019 sur RTL-TVI
- France : 6 mars 2019 sur TF1
- Suisse : 26 février 2019 sur RTS Un

- États-Unis : 4,5 millions de téléspectateurs[23] (première diffusion)
- Canada : 1,597 million de téléspectateurs[24] (première diffusion + différé 7 jours)

- D'introduction : « Si vous ne connaissez personne ayant déjà eu un problème d'addiction, cela viendra. » de Dana Boente (en).
- De conclusion : « Le lien qui t'unit à ta vraie famille n'est pas le lien du sang, mais celui du respect et de la joie, dans la vie de chacun de ses membres. » de Richard Bach.

### Épisode 10:De chair et de sang
- États-Unis /  Canada : 12 décembre 2018 sur CBS / CTV
- Belgique : 20 février 2019 sur RTL-TVI
- Suisse : 5 mars 2019 sur RTS Un
- France : 4 septembre 2019 sur TF1

- États-Unis : 5,43 millions de téléspectateurs[25] (première diffusion)
- Canada : 1,575 million de téléspectateurs[26] (première diffusion + différé 7 jours)

- D'introduction : « Ce qui est passé n'est que prologue. » de William Shakespeare.
- De conclusion : « L'histoire ne se répète jamais, mais elle a tendance à rimer. » de Mark Twain.

### Épisode 11:Des lumières dans la nuit
- États-Unis /  Canada : 2 janvier 2019 sur CBS / CTV
- Suisse : 5 mars 2019 sur RTS Un
- Belgique : 10 avril 2019 sur RTL-TVI
- France : 6 mai 2019 sur TF1

- États-Unis : 4,91 millions de téléspectateurs[27] (première diffusion)
- Canada : 1,604 million de téléspectateurs[28] (première diffusion + différé 7 jours)

- D'introduction : « La vengeance, le mets le plus succulent au palais qui ait jamais été cuisiné en Enfer. » de Sir William Scott.
- De conclusion : « Nous allons tous mourir, chacun d’entre nous, quel cirque ! Cette simple vérité devrait nous faire nous aimer les uns les autres, mais ce n'est pas le cas. Nous sommes terrorisés et écrasés par des trivialités, dévorés par le néant. » de Charles Bukowski.

### Épisode 12:Le Joueur de flûte de Hamelin
- États-Unis /  Canada : 9 janvier 2019 sur CBS / CTV
- Suisse : 17 mars 2019 sur RTS Un
- Belgique : 10 avril 2019 sur RTL-TVI
- France : 28 août 2019 sur TF1

- États-Unis : 4,55 millions de téléspectateurs[29] (première diffusion)
- Canada : 1,561 million de téléspectateurs[30] (première diffusion + différé 7 jours)

- Christina Cox (Agent Brenda Channing)

- D'introduction : « Il existe toujours un moment dans l'enfance où la porte s'ouvre pour laisser entrer l'avenir. » de Graham Greene.
- De conclusion : « L'important ce n’est pas ce qu’on dit de vous, mais ce qu'on murmure. » d'Errol Flynn.

### Épisode 13:L'Homme aux mille visages
- États-Unis /  Canada : 23 janvier 2019 sur CBS / CTV
- Suisse : 17 mars 2019 sur RTS Un
- Belgique : 17 avril 2019 sur RTL-TVI
- France : 22 avril 2019 sur TF1

- États-Unis : 4,45 millions de téléspectateurs[31] (première diffusion)
- Canada : 1,475 million de téléspectateurs[32] (première diffusion + différé 7 jours)

- D'introduction : « Les choses les plus importantes sont les plus difficiles à dire. » de Stephen King.

### Épisode 14:Chasseurs de fantômes
- États-Unis /  Canada : 30 janvier 2019 sur CBS / CTV
- Suisse : 24 mars 2019 sur RTS Un
- Belgique : 17 avril 2019 sur RTL-TVI
- France : 29 avril 2019 sur TF1

- États-Unis : 4,73 millions de téléspectateurs[33] (première diffusion)
- Canada : 1,531 million de téléspectateurs[34] (première diffusion + différé 7 jours)

- D'introduction : « La terreur me rendit cruel. » d'Emily Brontë.
- De conclusion : « Je me demande comment on peut arriver à tuer la peur, comment peut-on frapper un esprit en plein coeur, lui trancher sa tête désincarnée, le saisir par sa gorge spectrale ? » de Joseph Conrad.

### Épisode 15:Action ou vérité
- États-Unis /  Canada : 6 février 2019 sur CBS / CTV
- Suisse : 24 mars 2019 sur RTS Un
- Belgique : 17 avril 2019 sur RTL-TVI
- France : 4 septembre 2019 sur TF1

- États-Unis : 4,73 millions de téléspectateurs[35] (première diffusion)
- Canada : 1,509 million de téléspectateurs[36] (première diffusion + différé 7 jours)

Johnny Mathis (lui-même)
- D'introduction : « Il y a un monstre en chacun de nous, le même pour tout le monde. La seule différence, c'est la liberté qu'on lui laisse. » de Douglas Preston.
- De conclusion : « All you need is love. »